# 森垣桂一
森垣 桂一（もりがき けいいち、1955年 - ）は、日本の作曲家、指揮者。

## 人物
東京芸術大学作曲科卒業。池内友次郎、矢代秋雄、三善晃、尾高惇忠らに師事。
1975年より、パリ国立高等音楽院で音楽理論と作曲をアンリ・シャラン、ジャン＝クロード・アンリ、オリヴィエ・メシアンらに師事。
1998年、サンクトペテルブルク音楽院オペラ・シンフォニー指揮科卒業。指揮を高階正光、ヴラジスラフ・チェルヌシェンコ、ユーリ・ガマレイらに師事。
第42回日本音楽コンクール作曲部門第1位受賞。第27回ヴィオッティ国際音楽コンクール作曲部門入賞。オーケストラ・プロジェクト'99の作曲者として平成12年度芸術祭優秀賞受賞。
東京学芸大学講師を経て、現在国立音楽大学教授、東京藝術大学講師、桐朋学園大学講師。